# Chinese Odyssey 2002
Chinese Odyssey (in cinese tradizionale 天下無雙, in cinese semplificato 天下无双) è un film del 2002 diretto da Jeffrey Lau, con Tony Leung Chiu-Wai, Faye Wong, Zhao Wei e Chang Chen.

## Trama
Durante la dinastia Ming, il giovane imperatore Zheng Dre e sua sorella Wushuang, schiavi dalle regole di palazzo e dalla rigida educazione imposta dall'imperatrice madre, sognano la libertà. Li Yilong, un vagabondo appena tornato da un lungo viaggio, e sua sorella Phoenix gestiscono con poco successo il ristorante di famiglia a Meilong, cittadina a sud del palazzo imperiale. Lui ha trascorsi da bullo e a causa dei suoi modi rozzi e aggressivi è malvisto da tutti in città. La sorella Phoenix, scoraggiata dalle poche occasioni amorose offerte dal paese e dalla cattiva reputazione del fratello, non riesce a trovare un uomo da sposare.
Un giorno il giovane imperatore e sua sorella riescono ad eludere la rigida sorveglianza di corte, riescono così a scappare trovando rifugio proprio a Meilong dove, dopo equivoci e ardue prove di ogni tipo, troveranno l'amore.

## Colonna sonora
La colonna sonora, interpretata da Faye Wong, è stato un grande successo in patria per l'attrice/cantante.
Lista dei brani:
1. Intro (序曲) [1:04]
2. Out of the palace (出宮) [2:30]
3. Down to Jiangnan (下江南) [1:59] (interpretata da Faye Wong e Tony Leung)
4. Vicious mood (殺氣) [1:09]
5. The Large World is Smaller than Dust (天地之大小於塵埃) [1:31]
6. Xǐxīangféng (喜相逢; "Happy Gathering") [3:18] di Faye Wong e Tony Leung
7. Morning Dew (朝露) [2:35]
8. Cherishing the Body (善其身) [3:10]
9. Zuìyīchǎng (醉一場; "A Drunk Song") [2:24] di Faye Wong e Tony Leung
10. Happy Gathering Lalalalala (喜相逢啦啦啦啦啦) [3:16] (interpretata da Faye Wong e Tony Leung)
11. Passing Glances (眼波流) [1:54]
12. Emotional Departure (離恨) [2:34]
13. The Peach Flower Oath (桃花為盟) [0:36]
14. Wind and Thunder on the Plains (平地有風雷) [0:31]
15. Magical Power of Love (愛有神奇力量) [1:23]
16. Fate Decided this Life (緣定今生) [3:20]
17. Drinking Alone (獨飲) [3:11]
18. Longing before the Shadows (觸影生情) [4:31]
19. Tiānxià Wúshuāng Tiānla Dìla (天下無雙天啦地啦) [2:14] di Faye Wong e Tony Leung
20. Tiānxià Wúshuāng Nàgèla Xiǎngshuō Lalala (天下無雙那個啦想說啦啦啦) [2:20] di Zhao Wei e Chang Chen
21. Here's You; Here's Me (有你有我) [1:35]
22. The World is Great (人間天地好) [3:10]
23. Love will not Die (愛火不熄) [3:31]
24. Like the Previous Dust (如許前塵) [3:27]
25. No Turning Back (不回首) [2:54]
26. Happy Reunion under the Spring Flowers (春暖花開大團圓) [1:59] (interpretata da Faye Wong e Tony Leung)
27. Tinha Mouseung Tinla Deila (天下無雙天啦地啦) [2:15] di Faye Wong e Tony Leung

## Premi e riconoscimenti
- 39° Annual Golden Horse Awards
  - Nomination - Miglior attrice non protagonista (Zhao Wei)
  - Nomination - Miglior scenografia
  - Nomination - Migliori costumi
- 22° Hong Kong Film Awards:
  - Nomination - Miglior attrice (Faye Wong)
  - Nomination - Miglior scenografia
  - Nomination - Migliori costumi
  - Nomination - Miglior colonna sonora
- 9° Hong Kong Film Critics Society Awards:
  - Vincitore, Miglior film
  - Vincitore, Miglior attrice (Faye Wong)